# Euctenidiacea
Sous-ordre
Les Euctenidiacea forment un sous-ordre de mollusques de l'ordre des nudibranches, le second étant celui des Dexiarchia.
Depuis 2017, ce groupe tend à être remplacé dans les classifications par celui des Doridina.

## Classification
Selon World Register of Marine Species (12 novembre 2013), prenant pour base la taxinomie de Bouchet & Rocroi (2005), on compte 17 familles, réparties en deux infra-ordres :
- infra-ordre Doridacea Thiele, 1931
  - super-famille Doridoidea Rafinesque, 1815
    - Actinocyclidae O'Donoghue, 1929
    - Cadlinidae Bergh, 1891
    - Chromodorididae Bergh, 1891
    - Discodorididae Bergh, 1891
    - Dorididae Rafinesque, 1815

  - super-famille Onchidoridoidea Gray, 1827
    - Akiodorididae Millen & Martynov, 2005
    - Goniodorididae H. Adams & A. Adams, 1854
    - Onchidorididae Gray, 1827 — dont Corambidae Bergh, 1871

  - super-famille Phyllidioidea Rafinesque, 1814
    - Dendrodorididae O'Donoghue, 1924
    - Mandeliidae Valdés & Gosliner, 1999
    - Phyllidiidae Rafinesque, 1814

  - super-famille Polyceroidea Alder & Hancock, 1845
    - Aegiridae P. Fischer, 1883
    - Gymnodorididae Odhner, 1941
    - Hexabranchidae Bergh, 1891
    - Okadaiidae Baba, 1930
    - Polyceridae Alder & Hancock, 1845
- infra-ordre Gnathodoridacea Odhner, 1934
  - super-famille Bathydoridoidea Bergh, 1891
    - Bathydorididae Bergh, 1891

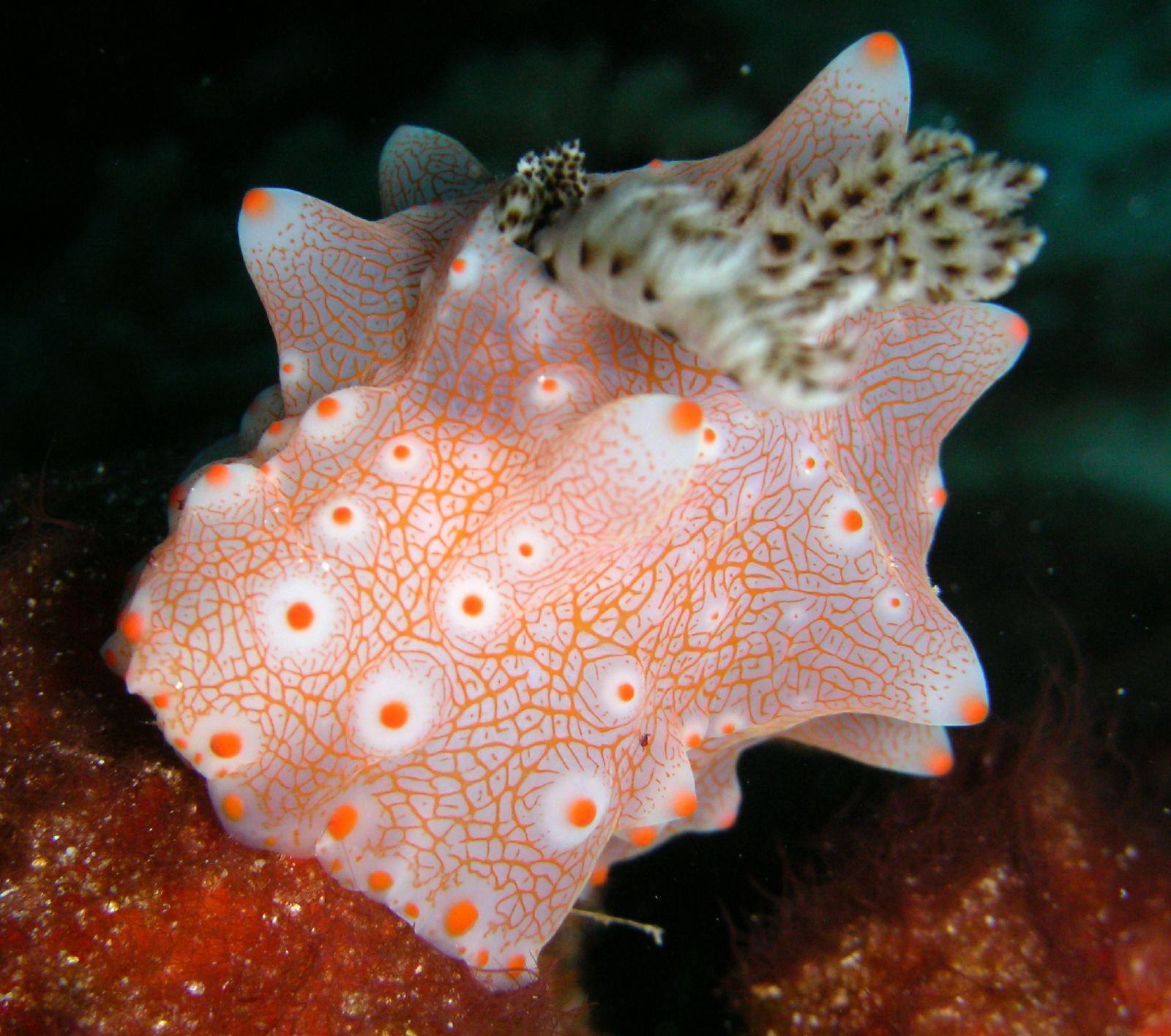
Halgerda batangas, un Doridacea.
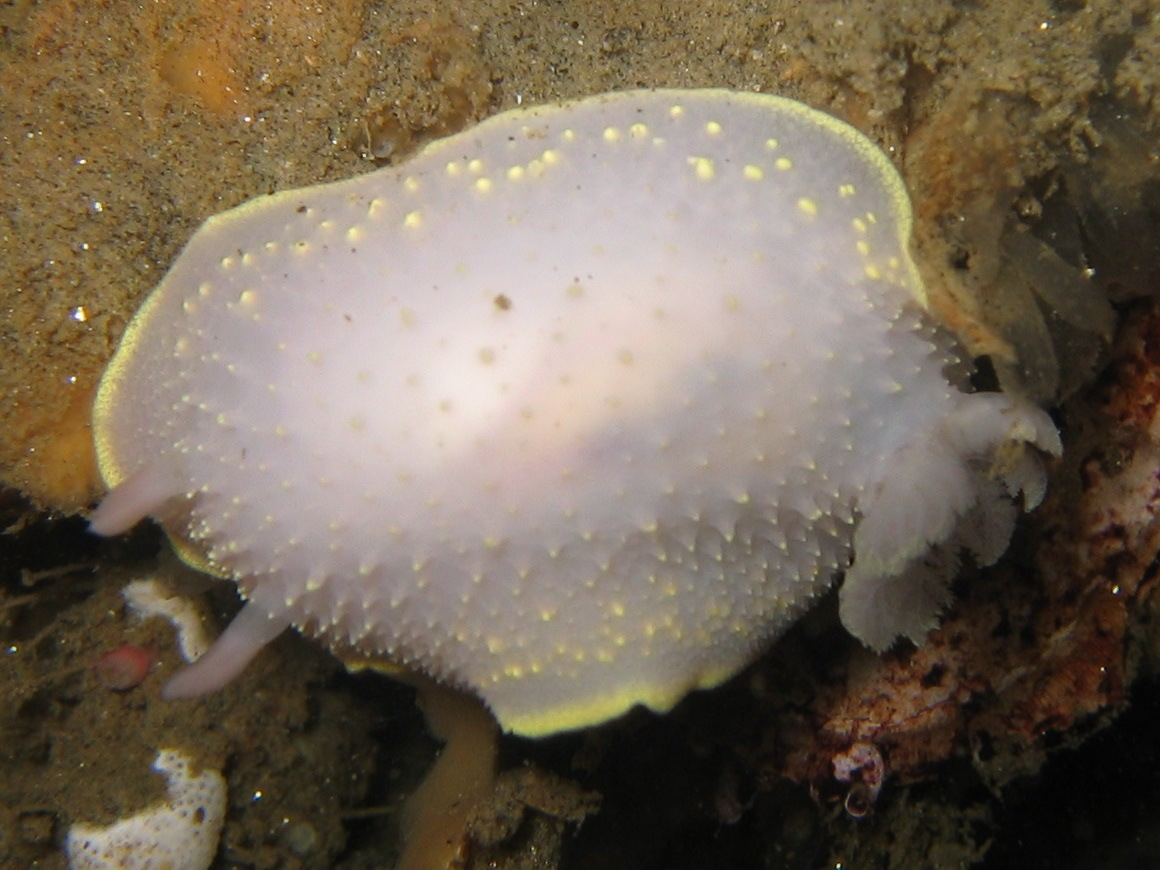
Acanthodoris hudsoni, un Onchidorididae.
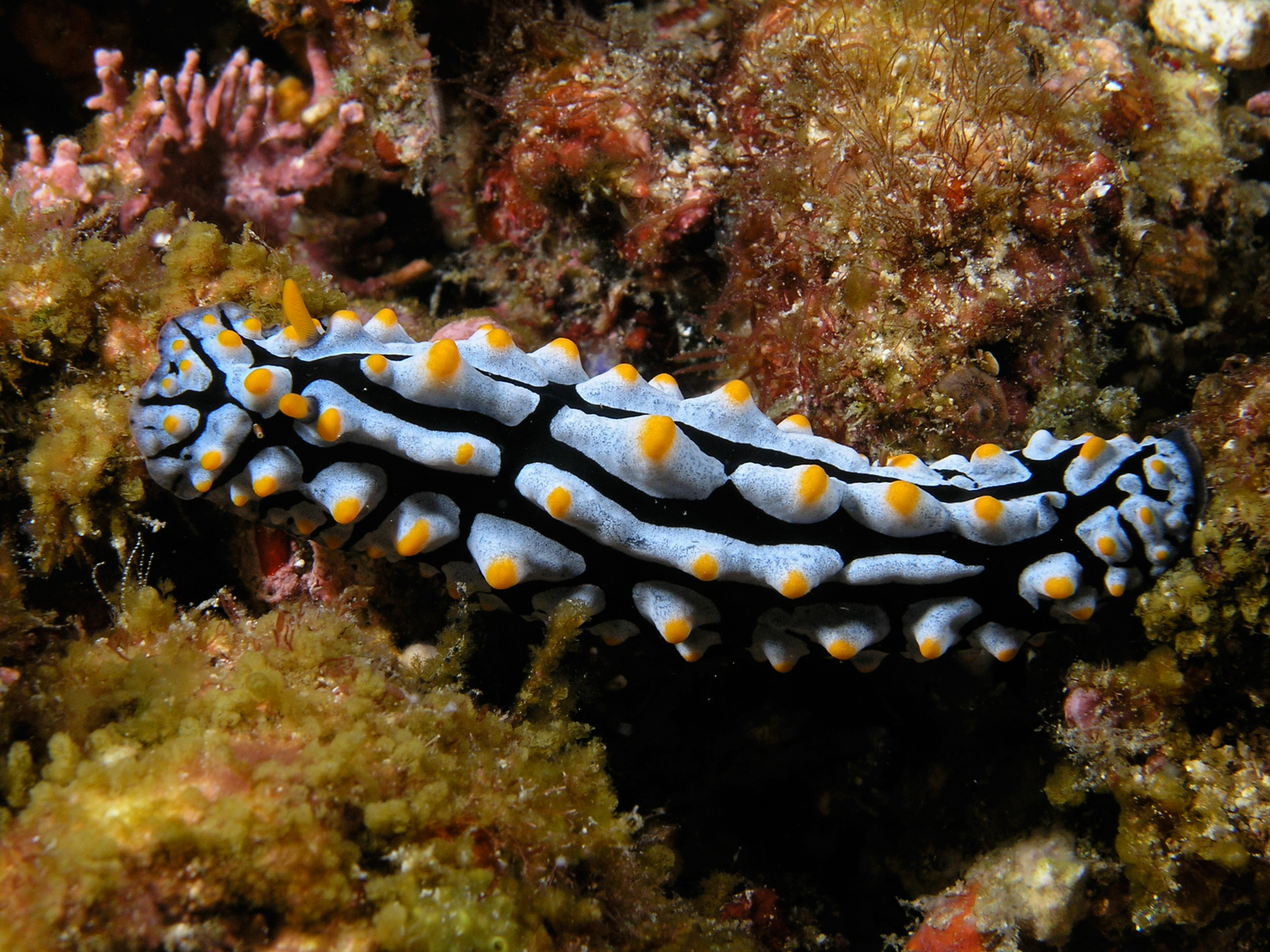
Phyllidia varicosa, un Phyllidiidae.
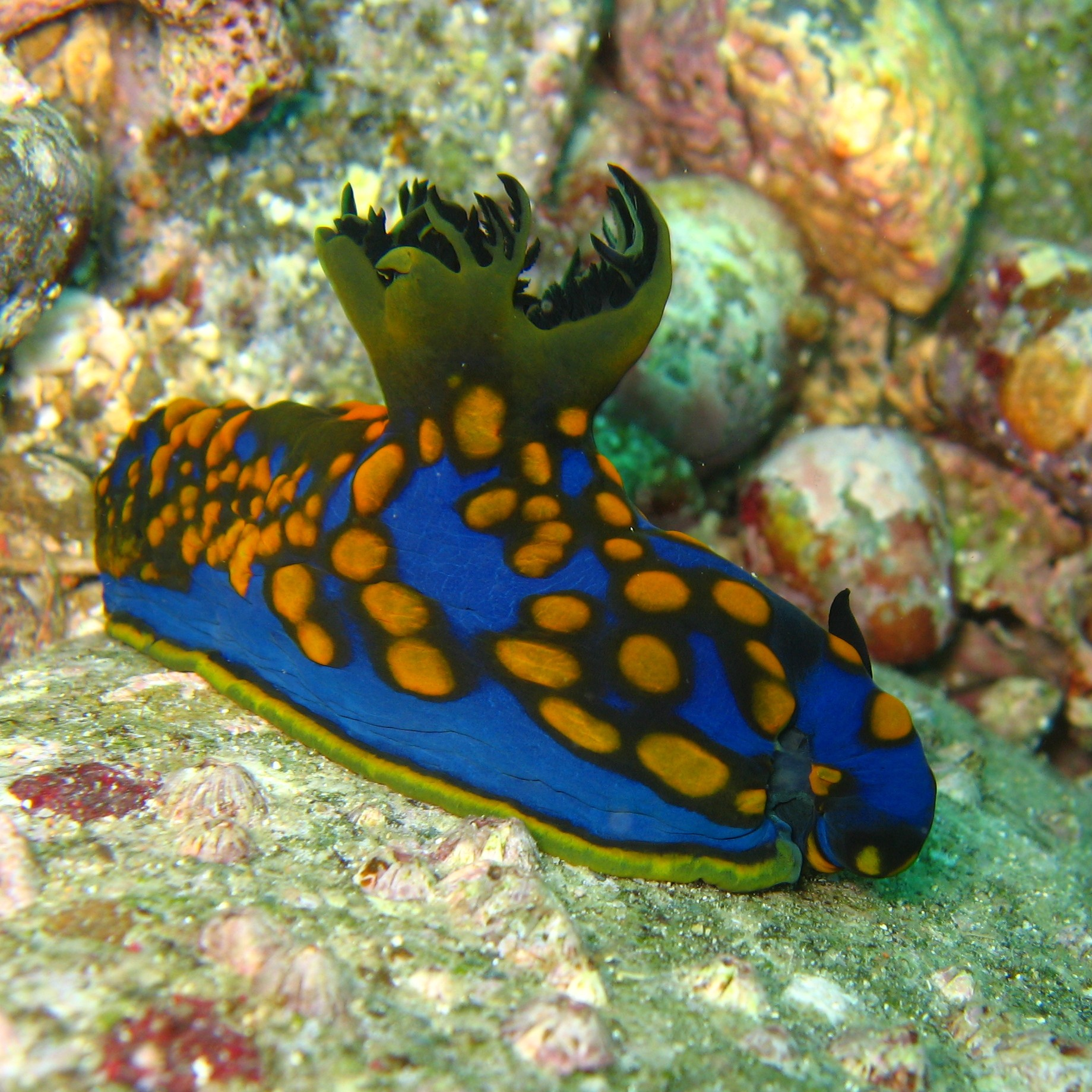
Tambja sagamiana, un Polyceroidea.